# Francisco Javier Lira Merino
Francisco Javier Lira Merino (Santiago de Chile 11 de agosto de 1918-15 de noviembre de 1987) fue un embajador, dentista y
político del Partido Agrario Laborista.

## Historia
Hijo de Francisco Javier Lira Montesinos y Celia Merino Maturana. Estudio en el Colegio de los Sagrados Corazones de Santiago. Se casó el 14 de mayo de 1943 con Inés Bianchi Barros (1921-2014), matrimonio del cual nacen 9 hijos. Ingreso a estudiar Odontología en la Universidad de Chile, del cual obtuvo título de Dentista en 1941. En 1949 milito en el Partido Agrario Laborista. En 1958 ingresó al Partido Nacional Popular (Chile) siendo presidente de este en 1960. Fue extraordinario y plenipotenciario embajador de Italia entre 1956 y 1959 y Embajador de Chile en Colombia entre 1965 y 1970. Fue electo diputado en 1953 por la Séptima Agrupación Departamental de Santiago. Primer distrito en el Partido Agrario Laborista e integró en la comisión de Relaciones Exteriores.